# Малик, Зейн
Зейн Джавадд Малик (англ. Zain Javadd Malik; род. 12 января 1993, Брадфорд, Англия), более известный мононимно как Зейн (англ. Zayn) — британский певец. Родившийся и выросший в Брадфорде, Малик прошёл прослушивание в качестве сольного участника британского музыкального конкурса телесериала «The X Factor» в 2010 году. После исключения Малик был возвращён на конкурс, чтобы сформировать бойз-бэнд One Direction из пяти человек, который впоследствии стал одним из самых продаваемых бойз-бэндов всех времён. Он покинул группу в марте 2015 года и подписал контракт на сольную запись с RCA Records.
Приняв более альтернативный стиль R&B музыки на своём первом сольном студийном альбоме «Mind of Mine» (2016) и его ведущем сингле «Pillowtalk», Малик стал первым британским исполнителем мужского пола, дебютировавшим на первом месте как в Великобритании, так и в США со своим дебютным синглом и альбомом. Его последующие совместные синглы «I Don't Wanna Live Forever» с Тейлор Свифт и «Dusk Till Dawn» с участием Sia имели международный успех. Малик выпустил свой второй студийный альбом «Icarus Falls» в 2018 году, за которым последовал его третий альбом «Nobody Is Listening» в 2021 году.
Малик получил несколько наград, в том числе Американскую музыкальную премию и премию MTV Video Music Award. Он единственный артист, дважды получивший музыкальную премию Billboard в номинации «Новый артист года», получив её один раз как участник One Direction в 2013 году и ещё раз в 2017 году как солист.

## Ранняя жизнь
Зейн Малик родился 12 января 1993 года в Брадфорде, Западный Йоркшир, Англия, в семье отца-мусульманина-иммигранта из Пакистана Ясера Малика и белой британской матери английского и ирландского происхождения Триши Малик (урожденной Браннан), которая приняла ислам после брака. У Малика есть одна старшая сестра, Дония, и две младшие сестры, Валия и Сафаа. Он получил исламское воспитание, хотя больше не считает себя мусульманином.
Малик вырос в Ист-Боулинге, Брадфорд, в семье рабочего класса и по соседству. Он посещал начальную школу Лоуэр Филдс и среднюю школу Тонг (ныне Академия лидерства Тонг) в Брадфорде. Подростком он посещал курсы исполнительского искусства и появлялся в школьных постановках. Он вырос, слушая записи городской музыки своего отца, в основном R&B, хип-хоп и регги. Он писал рэп, когда учился в школе, и впервые спел на сцене, когда певец Джей Шон посетил его школу. Малик также боксировал в течение двух лет, в возрасте от 15 до 17 лет. Прежде чем начать свою музыкальную карьеру, он намеревался получить академическую степень по английскому языку в надежде стать преподавателем английского языка.

## Карьера

### 2010—2015: The X Factor и One Direction
В 2010 году 17-летний Малик прошёл прослушивание в Манчестере для участия в седьмом сезоне реалити-шоу The X Factor. Утром в день прослушивания Малик занервничал и не захотел идти, но в конце концов мать заставила его встать с постели и уговорила пойти. Он спел «Let Me Love You» Mario в качестве песни для прослушивания и был принят в следующий раунд. После прослушивания для The X Factor Малик заявил, что он «искал опыт». Несмотря на то, что он выбыл до финального раунда конкурса, судьи Николь Шерзингер и Саймон Коуэлл объединили его с другими участниками Гарри Стайлзом, Найлом Хораном, Лиамом Пейном и Луи Томлинсоном, чтобы сформировать новый состав для оставшейся части шоу, бойз-бэнд, который станет известен как One Direction. Группа быстро завоевала популярность в Великобритании, заняла третье место, и впоследствии Коуэлл подписал контракт со звукозаписывающей компанией Syco Records на сумму 2 миллиона фунтов стерлингов. Они подписали контракт в Северной Америке с Columbia Records.
Книга, лицензированная One Direction, One Direction: Forever Young (Наша официальная история X Factor), выпущенная в феврале 2011 года и возглавившая список бестселлеров Sunday Times. В том же месяце бойз-бэнд выступил перед 500 000 человек по всей Великобритании в рамках концертного тура X Factor Live Tour. Дебютный студийный альбом группы Up All Night был выпущен в ноябре 2011 года в Великобритании и Ирландии. Выпущенный на международном уровне в марте 2012 года, они стали первой британской группой, чей дебютный альбом занял первое место в Соединённых Штатах. Он возглавил чарты в 16 странах. Ведущий сингл «What Makes You Beautiful» имел международный коммерческий успех, достигнув первого места в Великобритании и четвёртого в США; с тех пор он был сертифицирован четыре и шесть раз платиновым в США и Австралии соответственно. Последующие синглы «Gotta Be You» и «One Thing» вошли в десятку лучших хитов Великобритании. После выхода альбома группа отправилась в тур Up All Night Tour. Первоначально предполагалось, что это будет исключительно тур по Великобритании, но из-за спроса были добавлены даты в Северной Америке и Австралии. Up All Night: The Live Tour, видеоальбом, документирующий тур, был выпущен в мае 2012 года. В том же месяце была опубликована первая книга One Direction, лицензированная в Америке, «Dare to Dream: Life as One Direction», которая возглавила список бестселлеров New York Times.
В сентябре 2012 года One Direction выпустили «Live While We’re Young», ведущий сингл со своего второго альбома, и он попал в десятку лучших почти во всех странах, в которых попал в чарты, и зафиксировал самый высокий показатель продаж за одну неделю для песни неамериканского исполнителя в США на момент открытия. время. Второй сингл с альбома, «Little Things», стал вторым синглом группы номер один в Великобритании. Второй студийный альбом One Direction, Take Me Home, был выпущен в ноябре 2012 года. Пластинка разошлась тиражом 540 000 копий за первую неделю в США и заняла первое место в 35 странах. Достигнув первого места в Billboard 200, группа стала первой бойз-бэндом в истории чартов США, записавшим два альбома номер один в одном календарном году, и первой группой с 2008 года, записавшей два альбома номер один в одном и том же году. Группа возглавила свой второй концертный тур, Take Me Home Tour, в феврале 2013 года, сыграв более 100 концертов в Европе, Северной Америке, Океании и Азии. Тур был коммерчески успешным, собрав в прокате 114 миллионов долларов. В августе 2013 года вышел 3D документальный концертный фильм One Direction: This Is Us, собравший кассовые сборы в размере 68,5 миллионов долларов. Третья книга One Direction, One Direction: Where We Are: Наша группа, Наша история: 100 % Официальная, была выпущена в том же месяце.
В ноябре 2013 года был выпущен третий студийный альбом группы «Midnight Memories». Это был самый продаваемый альбом во всем мире в 2013 году, разошедшийся тиражом в четыре миллиона копий по всему миру. Дебют альбома под номером один в Billboard 200 сделал One Direction первой группой в истории, чьи первые три альбома дебютировали на вершине чарта. Ведущий сингл альбома, «Best Song Ever», стал самым высокооплачиваемым синглом группы в чартах США на сегодняшний день. В 2014 году они отправились в тур Where We Are, свой первый тур по стадиону; билеты были распроданы за считанные минуты, и из-за «огромного спроса» было добавлено больше концертов. Группа собрала в среднем 49 848 поклонников за одно выступление в туре, который собрал более 290 миллионов долларов и стал самым кассовым туром 2014 года, 15-м самым кассовым концертным туром всех времен и остается самым кассовым туром всех времен для вокальной группы. В сентябре 2014 года вышла четвёртая книга One Direction «One Direction: Кто мы такие: Наша официальная автобиография». Второй концертный фильм группы, One Direction: Where We Are — Концертный фильм, был выпущен в октябре 2014 года.
Малик выступал во время тура Where We Are в 2014 году.

## Личная жизнь
С 2012 года Зейн встречался с одной из участниц популярного британского гёрлз-бенда Little Mix — Перри Эдвардс. В 2013 году состоялась помолвка пары. В августе 2015 года Зейн и Перри расстались.
С ноября 2015 года встречался с моделью Джиджи Хадид. Пара рассталась 13 марта 2018 года, но позже вновь сошлась. В ноябре 2018 года пара вновь рассталась. В январе 2020 года Зейн и Джиджи возобновили отношения, а в сентябре того же года у них родилась дочь Хай Хадид Малик (Khai Hadid Malik). В 2021 году они расстались..

## Дискография

### Студийные альбомы
| Название            | Детали                                                           | Высшая позиция в чарте | Высшая позиция в чарте |
| Название            | Детали                                                           | UK                     | US                     |
| ------------------- | ---------------------------------------------------------------- | ---------------------- | ---------------------- |
| Mind of Mine        | - Выпущен: 25 марта 2016 - Лейбл: RCA - Формат: CD, LP, загрузка | 1                      | 1                      |
| Icarus Falls        | - Выпущен: 14 декабря 2018 - Лейбл: RCA - Формат: CD, загрузка   | 77                     | 61                     |
| Nobody Is Listening | - Выпущен: 15 января 2021 - Лейбл: RCA - Формат: CD, загрузка    | 17                     | 44                     |

### Синглы
| Название         | Год  | Высшая позиция в чарте | Высшая позиция в чарте | Высшая позиция в чарте | Высшая позиция в чарте | Высшая позиция в чарте | Высшая позиция в чарте | Высшая позиция в чарте | Высшая позиция в чарте | Альбом       |
| Название         | Год  | UK                     | AUS                    | GER                    | IRE                    | NL                     | NZ                     | SWE                    | US                     | Альбом       |
| ---------------- | ---- | ---------------------- | ---------------------- | ---------------------- | ---------------------- | ---------------------- | ---------------------- | ---------------------- | ---------------------- | ------------ |
| «Pillowtalk»     | 2016 | 1                      | 1                      | 5                      | 1                      | 9                      | 2                      | 2                      | 1                      | Mind of Mine |
| «Like I Would»   | 2016 | 30                     | 31                     | —                      | 1                      | —                      | 38                     | 1                      | 1                      | Mind of Mine |
| «Dusk Till Dawn» | 2017 |                        |                        |                        |                        |                        |                        |                        |                        | TBA          |

## Фильмография
| Год       | Русское название              | Оригинальное название                          | Роль                           |
| --------- | ----------------------------- | ---------------------------------------------- | ------------------------------ |
| 2010      | The X Factor (телешоу)        | The X Factor                                   | Играет самого себя             |
| 2012      | АйКарли                       | iCarly                                         | Играет самого себя (1 эпизод)  |
| 2012-2014 | Saturday Night Live (телешоу) | Saturday Night Live                            | Играет самого себя (3 эпизода) |
| 2013      | One Direction: Это мы         | One Direction: This Is Us                      | Играет самого себя             |
| 2014      | One Direction: Где мы сейчас  | One Direction: Where We Are — The Concert Film | Играет самого себя             |
| 2014      |                               | One Direction: The TV Special                  | Играет самого себя             |
| 2016      | Ночное шоу с Джимми Фэллоном  | The Tonight Show Starring Jimmy Fallon         | Играет самого себя (1 эпизод)  |
| 2016      | Голос                         | The Voice                                      | Играет самого себя (1 эпизод)  |
| 2018      | Восемь подруг Оушена          | Ocean’s 8                                      | Играет самого себя             |